# 兰金科斯基皇家垂钓小屋

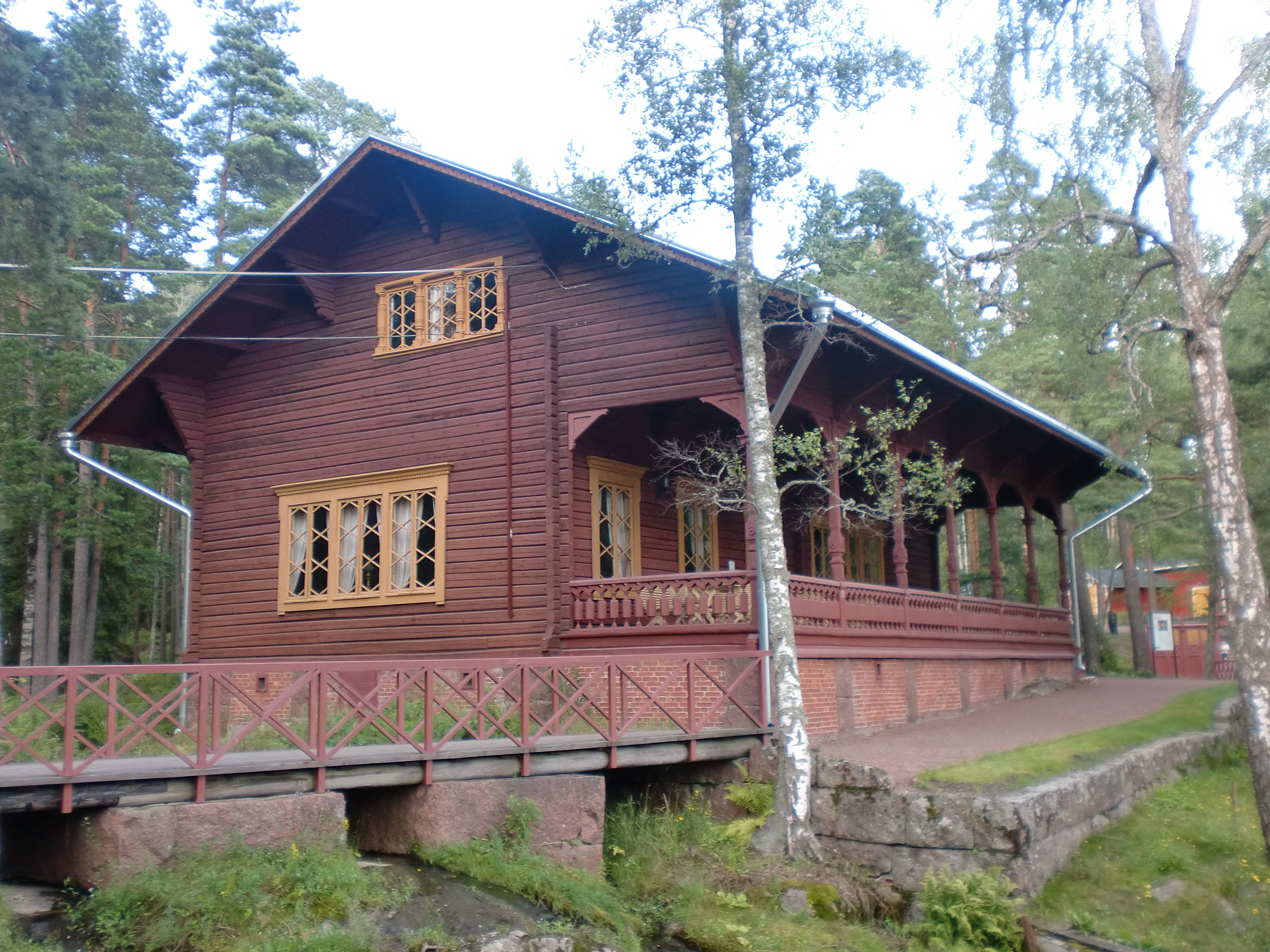
兰金科斯基皇家垂钓小屋

兰金科斯基皇家垂钓小屋（芬蘭語：Langinkosken keisarillinen kalastusmaja），是俄国沙皇亚历山大三世下令建于1889年的垂钓小屋，位于芬兰屈米河谷区科特卡市，由芒努斯·谢尔夫贝克设计。芬兰独立后由芬兰国家政府拥有，并作为参议员和政府部长的夏季别墅。1933年改为博物馆。2018年成为芬蘭國家博物館的下属机构。

## 历史
1880年当亚历山大三世还是皇储时他首次来到兰金科斯基（兰基急流）。第二次造访后他指示希望在急流旁建造一座垂钓小屋。1888年夏天时开始了小屋的建筑工作，并在次年完工。小屋是由芒努斯·谢尔夫贝克设计的，室内装饰由约翰·雅各布·阿伦贝里负责。亚历山大三世曾在多个夏天来此度假。1894年登基的尼古拉二世仅在1906年秋天来过一次，并只在此呆了约两个小时。
芬兰独立后兰金科斯基的建筑及地皮转由芬兰政府拥有，垂钓小屋用作参议员和政府部长的夏季别墅。1933年屈米河谷博物馆协会对垂钓小屋作了重修的工作，并将其设为博物馆。屈米河谷博物馆协会后来改名为兰金科斯基协会。博物馆由兰金科斯基协会运作至2017年底。
为了准备125周年纪念，2012年再一次开始重修垂钓小屋。1950年代起铁皮屋顶开始漏雨，这次就换了新的屋顶。室外门廊也得以矫正。另外附近的其他老建筑重修至新的用途：马厩改为访客厕所及水电控制室。管家住所改建拓宽为咖啡屋。四周也进行了绿化工作。
2012年的统计数据表明博物馆的年度访客量为14,000人次。跟往年相比俄罗斯游客的数量得以增加。2010年代访客数量基本在每年一万人次左右。2018年初垂钓小屋转至芬蘭國家博物館管理。